# Molibdenit
Molibdenit (błyszcz molibdenu) – minerał z gromady siarczków. Należy do grupy minerałów rzadkich.
Nazwa pochodzi od greckiego słowa „molybdos” = grafit, z którym był często mylony, obecnie nawiązuje do składu chemicznego tego minerału.

## Charakterystyka

### Właściwości
Zazwyczaj tworzy kryształy o pokroju tabliczkowym o sześciobocznych zarysach, częściej jednak kryształy mają pokrój płytkowy lub blaszkowy. Występuje w skupieniach zbitych, łuskowych, blaszkowych, sferolitycznych. Tworzy wpryśnięcia i impregnacje. Jest miękki, giętki, niesprężysty. Wykazuje duże podobieństwo do grafitu. Jest tłusty w dotyku i pozostawia ślad na papierze.

### Występowanie
Jest minerałem powiązanym z procesami magmowymi, powstaje podczas procesów pneumatolicznych i hydrotermalnych wysokich temperatur. Spotykany w pegmatytach, skarnach, grejzenach, granitach, aplitach, żyłach kruszcowych i kwarcowych. Współwystępuje z wolframitem, topazem, fluorytem, kasyterytem.
Molibdenit występuje w:
- Australii,
- Argentynie, Brazylii, Boliwii, Kanadzie, Chile, Meksyku, Peru,
- Demokratycznej Republice Konga, Ghanie, Maroku, Namibii, Nigerii, Papui-Nowej Gwinei, RPA, Sudanie, Ugandzie,
- Chinach, Indiach, Indonezji, Japonii, Kazachstanie, Mongolii, Korei Północnej, Korei Południowej,
- Belgii, Bułgarii, Grecji (Tracja), Irlandii, na Ukrainie, Słowacji, Filipinach, Nowej Zelandii, Madagaskarze, Węgrzech, Grenlandii, we Włoszech i we Francji, Czechach, Finlandii, Norwegii, Portugalii, Rumunii, Rosji, Serbii i Czarnogórze, Hiszpanii, Szwajcarii, Turcji,
- Austrii (Karyntia, Dolna Austria, Salzburg, Styria, Tyrol, Górna Austria),
- Niemczech (Badenia-Wirtembergia, Bawaria, Hesja, Dolna Saksonia, Nadrenia Północna-Westfalia, Nadrenia-Palatynat, Saksonia-Anhalt, Saksonia, Turyngia),
- Wielkiej Brytanii (Anglia, Walia, Szkocja),
- Szwecji (Dalarna, Smalandia, Värmland, Västmanland),
- Stanach Zjednoczonych (Alabama, Alaska, Arizona, Arkansas, Kalifornia, Kolorado, Connecticut, Georgia, Idaho, Iowa, Maine, Maryland, Massachusetts, Michigan, Missouri, Montana, Nevada, New Hampshire, New Jersey, Nowy Meksyk, Nowy Jork, Karolina Północna, Oregon, Pensylwania, Rhode Island, Dakota Południowa, Tennessee, Teksas, Utah, Vermont, Wirginia, Waszyngton, Wisconsin, Wyoming),

- W Polsce występuje w dolnośląskich masywach granitoidowych w okolicach Strzegomia, Strzelina, Kowar, Cieplic, Jeleniej Góry, Szklarskiej Poręby. Spotykany jest w Tatrach (na zboczach Ornaku) oraz w okolicach Zawiercia.

### Zastosowanie
- najważniejsze źródło otrzymywania molibdenu, który jest wykorzystywany do: produkcji stopów, w przemyśle elektronicznym, chemicznym, do produkcji gęstych smarów,
- ma znaczenie naukowe i kolekcjonerskie.